# Amt Jever
Das Amt Jever war ein Verwaltungsbezirk des Großherzogtums Oldenburg und des späteren Freistaates Oldenburg. Der Sitz des Amtes befand sich in Jever (im heutigen Niedersachsen). Die Funktion der oldenburgischen Ämter entsprach weitgehend der Funktion der Landkreise im übrigen Deutschen Reich.

## Geschichte
Die Herrschaft Jever stand seit 1814 unter oldenburgischer Verwaltung und wurde 1818 endgültig von Russland an Oldenburg übereignet. Das Gebiet der Herrschaft Jever war in die Stadt Jever sowie die Ämter Jever, Minsen und Tettens gegliedert. Das Amt Jever umfasste zu dieser Zeit Cleverns, Heppens, Neuende, Sande, Sandel, Schortens, Sillenstede sowie die Vorstadt von Jever, die nicht zur eigentlichen Stadt Jever gehörte. Zum Amt Minsen gehörten Minsen, Oldorf, Pakens, Waddewarden, Wiarden sowie Wüppels und zum Amt Tettens gehörten Tettens, Hohenkirchen, Middoge, St. Joost und Wiefels.
1844 wurde die bis dahin eigenständige jeversche Vorstadt in die Stadt Jever eingegliedert und schied aus dem Amt Jever aus. 1853 wurde das Jadegebiet aus dem Amt Jever herausgelöst und an Preußen abgetreten. Im Jadegebiet entstand in der Folgezeit die Stadt Wilhelmshaven. Im Rahmen einer Verwaltungsreform traten 1858 die Gemeinden der aufgelösten Ämter Minsen und Tettens zum Amt Jever hinzu, ebenso die Gemeinden der ehemaligen Herrschaft Kniphausen, die seit 1854 ein oldenburgisches Amt gewesen war.
Nachdem durch das Wachstum von Wilhelmshaven die Bevölkerung im südlichen Teil von Neuende stark zugenommen hatte, wurde 1879 aus einem Teil von Neuende die neue Gemeinde Bant gebildet. Die Insel Wangerooge bildete seit 1885 eine eigene Gemeinde im Amt Jever. 1902 wurden Bant, Heppens und Neuende, die sich zu städtisch geprägten Vororten von Wilhelmshaven entwickelt hatten, aus dem Amt Jever ausgegliedert und zum Amt Rüstringen zusammengefasst.
Bei der Verwaltungsreform von 1933 wurde das Amt Jever aufgelöst und ging im Amt Friesland auf, aus dem 1939 der Landkreis Friesland wurde.

## Einwohnerentwicklung
| Amt Jever | 1900   | 1910   | 1925   |
| --------- | ------ | ------ | ------ |
| Einwohner | 44.006 | 19.271 | 21.858 |

## Gemeinden
Das Amt Jever umfasste zuletzt 21 Gemeinden (Stand 1. Dezember 1910):
| Gemeinde     | Einwohner |
| ------------ | --------- |
| Accum        | 537       |
| Cleverns     | 634       |
| Fedderwarden | 1903      |
| Hohenkirchen | 1624      |
| Middoge      | 441       |
| Minsen       | 825       |
| Oldorf       | 306       |
| Pakens       | 645       |
| Sande        | 2177      |
| Sandel       | 352       |
| Sankt Joost  | 259       |
| Schortens    | 3274      |
| Sengwarden   | 1340      |
| Sillenstede  | 1106      |
| Tettens      | 1257      |
| Waddewarden  | 703       |
| Wangerooge   | 567       |
| Westrum      | 100       |
| Wiarden      | 601       |
| Wiefels      | 312       |
| Wüppels      | 308       |

## Amtmänner
- Georg Adolf Moritz Ahlhorn (1879–1882)